# Керченіт
Керченіт (англ. kertschenite) — мінерал класу фосфатів, арсенатів, ванадатів. Недостатньо вивчений тонкодисперсний продукт зміни вівіаніту. Колір — темно-синій.
Голчасті кристали.
За назвою Керченського півострова.
Розрізняють α-, β- та γ-керченіт, які відрізняються складом та вмістом сполук Fe.